# Cernavodă
Cernavodă é uma cidade da Roménia com 22.231 habitantes, localizada no judeţ (distrito) de Constanţa. Era chamada de Axiópolis durante o período romano (Axiopolis).